# بايسانا
بايسانا (Paesana) بلدية تقع في مقاطعة كونيو التابع لمنطقة بييمونتي شمال غرب إيطاليا، وتقع على بعد 40 كم جنوب غرب تورينو.

## السكان
في سنة 1861 بلغ عدد السكان 7٬056 نسمة، وتطور العدد ليصل في سنة 2011 لـ 2٬868 نسمة.
يظهر هذا المخطط البياني تطور النمو السكاني لـ بايسانا

## أعلام
- إنريكو ألبرتو